# Showroomprive.com
 (décembre 2023).
L'article doit être relu — et modifié si nécessaire — par des contributeurs indépendants pour apporter un regard critique aux contributions effectuées en violation des conditions d'utilisation de Wikipédia, tant sur la forme (notamment concernant le style encyclopédique, la proportionnalité) que sur le fond (la neutralité de point de vue, la qualité et l'indépendance des sources).
Showroomprive.com est un site de vente événementielle en ligne. C'est la principale filiale de SRP Groupe, société cotée à la bourse de Paris.
Le site propose à ses membres en France et dans six autres pays européens des ventes événementielles avec des réductions. Le groupe compte plus de 25 millions de membres, ainsi que 3 000 marques partenaires,.

## Histoire

### Gouvernance
Showroomprive.com est fondé en 2006 par Thierry Petit et David Dayan, spécialiste de la vente de vêtements depuis plus de 25 ans. Il a commencé à l’âge de 18 ans dans l’entreprise familiale de grossiste et déstockage et fut CEO de France Export, avant de fonder Showroomprivé avec Thierry Petit.
Thierry Petit a quitté ses fonctions opérationnelles le 31/12/2021. François de Castelnau , arrivé en 2019 en tant que Directeur général Finances pour travailler au redressement, est nommé Directeur général délégué au 01/01/2022 aux côtés de David Dayan qui reste PDG. A la suite de son départ de la société, Thierry Petit cède ses parts dans la société (17,61% du capital) qui seront reclassées parmi les actionnaires existants.

### Financement
Showroomprivé a ouvert son capital en 2010 au fonds américain Accel Partners (premier fonds d’investissement du secteur de l’internet et des nouvelles technologies) pour 37 millions d’euros. Sa capitalisation boursière est de 655 millions d’euros à la fin de l’année 2015.

### Activités
En février 2017, Showroomprive.com annonce le rachat de Beauteprivee, leader français de vente en ligne dans le domaine de la beauté, du bien-être et de la cosmétique.
Le 12 mai 2017, le groupe Conforama annonce une prise de participation au capital à hauteur de 17 %.
Cette participation de 17 % du capital (pour un montant global de 157 M€) a été rachetée par Carrefour en janvier 2018 pour 79 M€.
En mars 2018, le site publie une perte nette de 5.2 millions en 2017 contre 0.3 million en 2016 pour un chiffre d'affaires en hausse de 21,4 % à 655 millions. Ce recul de la rentabilité en 2017 s'explique notamment par une hausse des coûts logistiques.
L’entreprise lance un « Plan performance 2018-2020 » afin de pérenniser une croissance saine et profitable. En 2021, l’objectif est atteint et Showroomprivé revient à la croissance rentable.
Carrefour rachète les 17 % de capital à Conforama en novembre 2018 à la suite des difficultés financières du groupe Steinhoff, maison-mère de Conforama.
Le groupe annonce en décembre 2018, une augmentation de capital de 40 millions d'euros destinée à financer notamment l'acquisition des 40 % de Beautéprivée qu'il ne détient pas encore.
Le 21 décembre 2018, les dirigeants annoncent avoir réussi à lever finalement 39,50 millions. Le prix de souscription par action nouvelle a été de 2,50 €.
En 2022, les ventes du site baissent au premier semestre mais cette diminution n'empêche pas le groupe d'enregistrer un bénéfice de 1,6 million d'euros, soit beaucoup moins que les 20,6 millions enregistrés sur la même période en 2021.
Le 12 avril 2022, ShowroomPrivé annonce l'acquisition de 51% des parts de la plateforme événementielle The Bradery qui vise en particulier les jeunes consommateurs adeptes de marques de mode premium.
Le 14 juin 2022, Showroomprivé lance Le Village, une marketplace dédiée aux marques premium, pour y exposer, en ligne, leurs offres outlet,.
Le 22 juin 2022, le PDG et fondateur David Dayan se renforce au capital de Showroomprivé à la suite de la cession de l’intégralité des parts de Thierry Petit.
En juillet 2023, la société est sanctionnée d'une amende de 600.000€ pour fausses promotions à la suite d'une enquête de la DGCCRF.

### Internationalisation
Depuis l’entrée d’Accel Partners dans le capital de Showroomprivé en 2010, la société se développe à l’international avec une première implantation en Espagne la même année, ouvrant ainsi la voie à un déploiement en Europe : l’Italie en 2011, les Pays-Bas en 2012, le Portugal et la Belgique en 2013, puis le Maroc depuis 2017.
L’international représente 15 % du chiffre d’affaires global du groupe en 2020[réf. nécessaire].
En octobre 2016, Showroomprivé réalise sa première acquisition en rachetant Saldi Privati, deuxième acteur italien de la vente événementielle en ligne, pour un montant de 28 millions d’euros.

## Activité, rentabilité, effectif
|                                        | 2014 | 2015  | 2016  | 2017  | 2018 | 2019 | 2020   | 2021   | 2022  | 2023  |
| -------------------------------------- | ---- | ----- | ----- | ----- | ---- | ---- | ------ | ------ | ----- | ----- |
| Chiffre d'affaires en millions d'euros | 352  | 448   | 528   | 581   | 615  | 614  | 697    | 723    | 657   | 677   |
| Résultat net en millions d'euros       | +5,5 | + 7.1 | + 6,7 | - 5,8 | -13  | - 48 | + 13,9 | + 27,3 | + 0,3 | + 0,5 |
| Effectif                               | 443  | 555   | 671   | 742   | 812  | 964  | 967    | 1 097  | 1 119 | 1 122 |

## Organisation
En 2023, le groupe Showroomprivé emploie 1 122 personnes et possède différentes infrastructures en France et à l’international :
- La Plaine Saint-Denis : siège historique
- Saint-Witz : centre de logistique
- Roubaix : atelier de production
- Vendée : direction des systèmes d’information
- Madrid : filiale espagnole
- Milan : filiale italienne
- Rabat : filiale marocaine

## Look Forward
Showroomprivé fonde en juin 2015 son incubateur de startups, Look Forward qui encourage le développement d’initiatives.
Look Forward est destiné à accueillir et accompagner des start-ups développant des services, des applications ou des technologies dans le secteur de la mode.